# Shut Up and Drive
«Shut Up and Drive» (рус. Заткнись и поехали) — второй сингл барбадосской певицы Рианны из её третьего студийного альбома Good Girl Gone Bad (2007), выпущенный 12 июня 2007 года.
Песня получила в целом смешанные отзывы от критиков.
Песня включена в саундтрек к диснеевскому мультфильму «Ральф» 2012 года.

## Музыкальный клип
Рианна записала музыкальный клип в ангаре для воздушных шаров в Пршибраме и на неофициальной свалке в Слуштице, Чешская Республика. Режиссером видео выступил Энтони Мэндлер, который снял клипы для синглов Рианны. Видео было официально выпущено в магазине iTunes 25 июня 2007 года. Рианна приезжает на Ferrari на свалку, где начинает звучать песня. Она присоединяется к девушкам, занимающимся ремонтом сломанных машин, и исполняет песню. Видео также показывает моменты, где Рианна танцует на автомобиле. Постепенно она и девушки уходят со свалки на гоночную трассу, где Рианна становится стартером гонок и начинается заезд машин. Показаны сцены, где Рианна поднимается по шкале для навигации. В финале видео Рианна танцует и поет песню в микрофон с группой, одетой в черное платье с белыми звездами.

## Список композиций
German CD single
1. «Shut Up and Drive» (Radio Edit) — 3:32
2. «Haunted» — 4:08

UK CD single
1. «Shut Up and Drive» (Radio Edit) — 3:32
2. «Shut Up and Drive» (The Wideboys Club Mix) — 6:34

EU maxi single
1. «Shut Up and Drive» (Radio Edit) — 3:32
2. «Shut Up and Drive» (The Wideboys Club Mix) — 6:34
3. «Shut Up and Drive» (Instrumental) — 3:33
4. «Shut Up and Drive» (Video)

12" picture disc
1. «Shut Up and Drive» (The Wideboys Club Mix) — 6:34
2. «Shut Up and Drive» (Radio Edit) — 3:32
3. «Shut Up and Drive» (Instrumental) — 3:33